# آشپزی منونایت

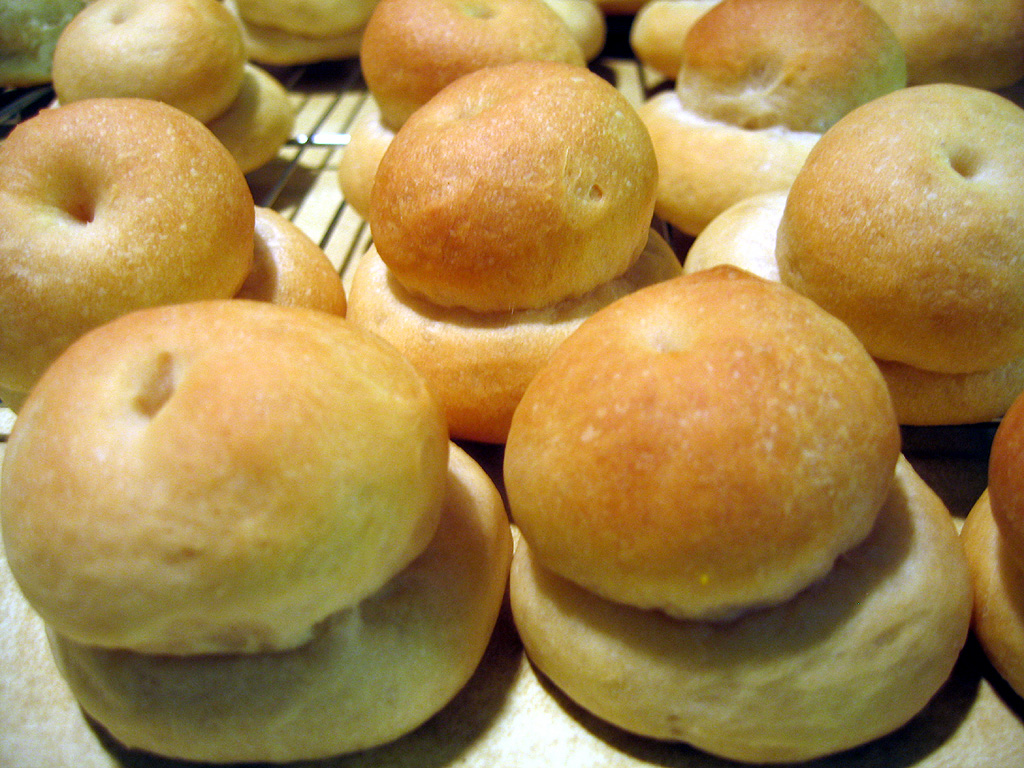
تسویبک منونایت روسی (Russian Mennonite zwieback)

آشپزی منونایت (انگلیسی: Mennonite cuisine) غذایی است که منحصر به فرد بوده و/یا به‌طور معمول با منونایت، فرقه مسیحی که از اصلاحات پروتستانی قرن شانزدهم در سوئیس و هلند ظاهر شد، مرتبط است. به علت آزار و اذیت، آنها که به صورت یکپارچه زندگی می‌کردند، به آمریکای شمالی، پروس و روسیه گریختند. گروهی مانند منونایت روسی، خرد قوم گرایی از جمله آشپزی سازگار شده در کشورهایی که آنها در آنجا می‌زیستند را رواج دادند؛ بدین ترتیب، اصطلاح «آشپزی منونایت» برای همه یا بیشنر منونایت‌های امروزی، به ویژه کسانی که خارج از گروه‌های قومی سنتی منونایت هستند، صدق نمی‌کند. هم چنین این غذا لاجرم مختص منونایت نیست، بیشتر غذاها در دستورالعمل تهیه متداول در کشورها (لهستان، اوکراین، روسیه، آمریکای لاتین) تغییراتی دارند، جایی که آنها در گذشته در آنجا سکونت یا اقامت داشته‌اند.